# Casa del Vínculo y del Retorno
La Casa del Vínculo y del Retorno es un edificio de mediados del siglo XVIII ligado al proceso de independencia de Venezuela. Está ubicado en la esquina de Gradillas, una de las esquinas de la plaza Bolívar, en el centro de Caracas.
La casa era propiedad de Juan Jerez de Aristigueta, quien era primo y padrino de Simón Bolívar, y luego fue heredada por este. Tras el matrimonio en 1802 de Bolívar con María Teresa Rodríguez del Toro y Alayza, celebrado en España, se convirtió en la residencia de los recién casados. Compartían su estancia en Venezuela entre la Casa Grande de San Mateo y esta. En 1803, debido a la mala salud de María Teresa, se establecieron definitivamente en la Casa del Vínculo, donde finalmente falleció la esposa del Libertador.
Hacia 1810, en uno de sus viajes a Venezuela, Francisco de Miranda se hospedó allí y llevó adelante la primera reunión de la Sociedad Patriótica, una asociación revolucionaria fundada por él y promovida por la Junta Suprema de Gobierno de Venezuela a raíz de los sucesos del 19 de abril de 1810. Cerca de la casa funcionó la imprenta donde se imprimió el Acta de la Independencia.
En la Casa del Vínculo también operó el Gobierno de Venezuela durante la separación de la Gran Colombia.

## Exhibición

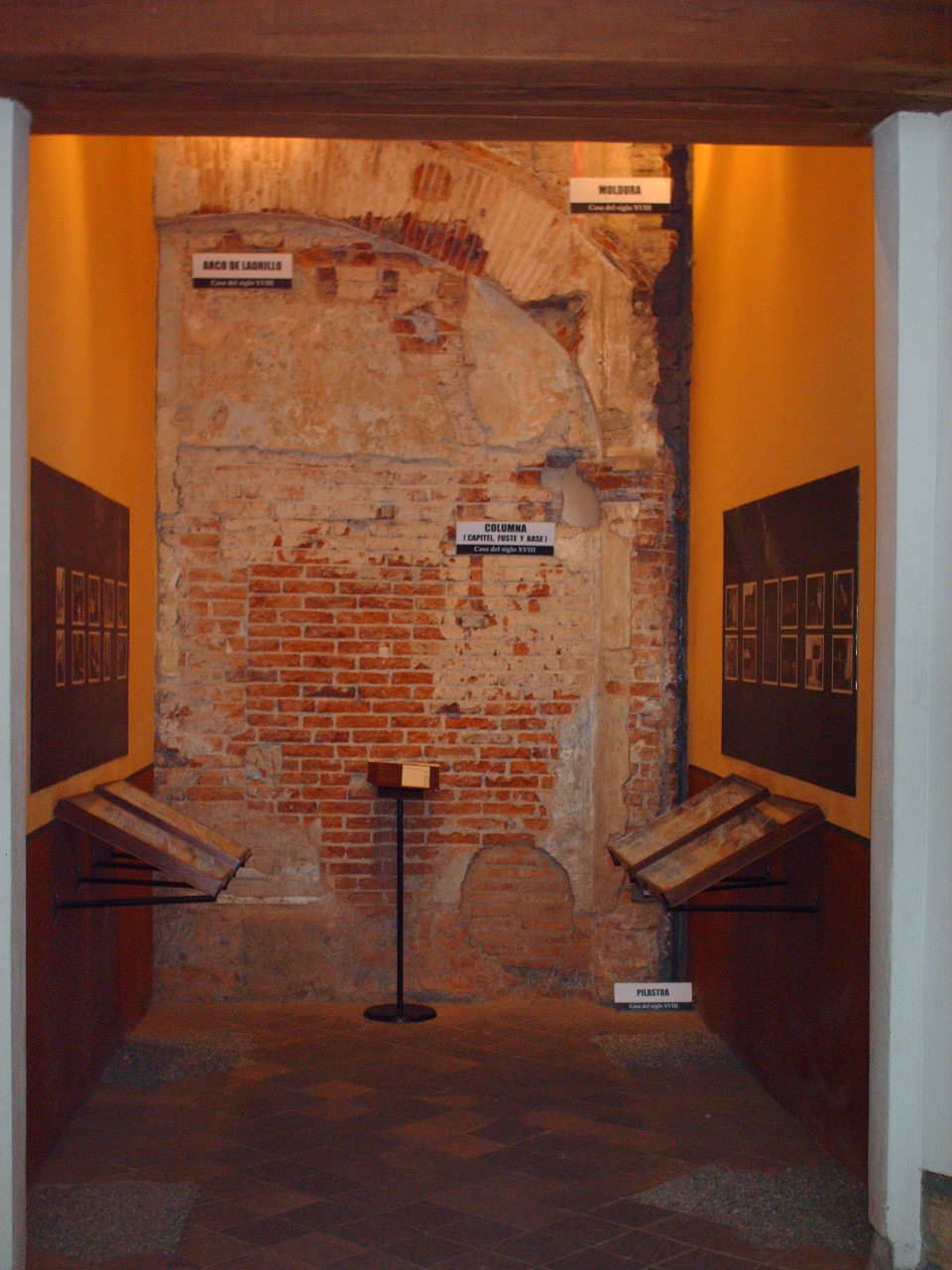
Sección del interior de la Casa del Vínculo y del Retorno.

Durante la restauración realizada por la Alcaldía de Caracas y Fundapatrimonio, se encontraron varios objetos que son exhibidos actualmente en las instalaciones: losetas de arcillas, aceiteras, una moneda de 1862, restos de tabletas para molduras, clavos, pernos, huesos de ganado y porcelanas. La casa también cuenta con una muestra fotográfica, donde se puede ver el trabajo de restauración y la historia de la casa.